# Halfeli, Iğdır
Halfeli là một thị trấn thuộc thành phố Iğdır, tỉnh Iğdır, Thổ Nhĩ Kỳ. Dân số thời điểm năm 2011 là 7.540 người.